# Miku Torigoe
Miku Torigoe (鳥越 未玖, Torigoe Miku) est une ancienne joueuse de volley-ball japonaise née le 16 octobre 1992 à Kimotsuki (Préfecture de Kagoshima). Elle mesure 1,63 m et jouait au poste de libero. Elle a totalisé 7 sélections en équipe du Japon. Elle a mis un terme à sa carrière de volleyeuse professionnelle en mai 2017.

## Clubs
| Club                         | De        | À         |
| ---------------------------- | --------- | --------- |
| Kagoshima Girl's High School |           | 2010-2011 |
| NEC Red Rockets              | 2011-2012 | 2016-2017 |

## Palmarès

### Clubs
- V Première Ligue
  - Vainqueur : 2015, 2017.
- Tournoi de Kurowashiki
  - Finaliste : 2013, 2016.
- Coupe de l'impératrice
  - Finaliste : 2015.
- Championnat AVC des clubs
  - Vainqueur : 2016.

### Distinctions individuelles
- Coupe d'Asie de volley-ball féminin 2014 : Meilleure libero.